# Sylvie Banuls
Sylvie Banuls (* 1955 in Lyon, Frankreich) ist eine französisch-deutsche Dokumentarfilmerin.

## Leben
Banuls studierte Ethnologie und Kunstgeschichte in Straßburg und Paris und arbeitete ab 1978 als Journalistin für ethnologische Fachzeitschriften. Zwischen 1977 und 1983 folgten einige mehrmonatige Studien- und Recherchenreisen nach Indien zur Vorbereitung von Filmen und Publikationen. Sie wirkte an diversen Filmprojekten (u. a. Dokumentarfilmreihen) in Filmproduktions-Unternehmen in Paris als Rechercheurin und Regieassistentin mit, sowie an der Herstellung von französischen Versionen deutscher Dokumentarfilme. 1983 wurden ihr Sohn Yannis, 1991 die Tochter Mirya geboren.
Sylvie Banuls lebt und arbeitet seit 1990 in München.

## Filmographie
- 2007 – Gefesselte Worte
- 2005 – Hchouma – Die Schande
- 2004 – Mutterjahre
- 2003 – LIEBE DICH...
- 2003 – MAMA GENERAL 2003
- 2001 – Sexy Feinripp – Vom Liebestöter zum Kultobjekt
- 2001 – PASCHAS ERBEN
- 2001 – KARLA 51
- 2000 – HOTEL ZUFLUCHT
- 1999 – NOVAK UND DER STURZKAMPFBOMBER
- 1998 – MOST – NACHRUF AUF EINE STADT
- 1997 – MANGA BELL – VERDAMMTE DEUTSCHE?
- 1997 – MAMA GENERAL – ODER ARM WÜRD’ ICH NICHT SAGEN
- 1996 – DIE GRILLE MIT DEM MAULKORB
- 1996 – FREIHEIT, GLEICHHEIT, MÜTTERLICHKEIT
- 1996 – DER HERBST DER DESPOTEN
- 1995 – DIE SACHE MIT DANIELLE
- 1994 – EIN MANN ZUM BESCHATTEN
- 1993 – DON CAMILLO UND DER KAMPF UM BONN
- 1992 – WIE DIE WILDEN – DEUTSCHLAND IM WECHSELSCHRITT
- 1990 – ADALIL, DIE HERRIN DER ZELTE
- 1990 – Ein Mann hinter dem Schleier